# Broken Social Scene
Broken Social Scene — канадская инди-рок-группа, музыкальный коллектив насчитывает около девятнадцати членов, сформированных в 1999 в Торонто, Онтарио Кевином Дрю и Бренданом Каннингом. Все его участники в настоящее время играют в различных других группах и соло проектах. Звук в Broken Social Scene может достигаться комбинацией всех музыкальных инструментов, которые присутствуют в проекте, и обычно вычурно внезапен. Здесь можно услышать и грандиозные оркестровки, изображающие гитары, и звук рога, и деревянно-духовые инструменты, и скрипки. Группа отличается необычной структурой песен, и экспериментальным, и иногда хаотическим стилем производства Дэвида Ньюфилда (David Newfeld).

## Дискография

### Альбомы
- Feel Good Lost (2001)
- You Forgot It in People (2002)
- Broken Social Scene (2005)
- Forgiveness Rock Record (2010)
- Hug of Thunder (2017)

### B-Side Альбомы
- Bee Hives (2004)

### Синглы
- Stars and Sons/KC Accidental b/w Do the '95 and Market Fresh (2003, Double 7")
- Cause=time b/w da da dada (2003, 7")
- Cause=time b/w time=cause & Weddings (2003, CDS) (UK #102)
- Live at Radio Aligre FM in Paris (2004, EP) (Digital Only EP)
- EP To Be You and Me (2005, EP) − originally released with Broken Social Scene
- Ibi Dreams of Pavement (A Better Day) b/w All the Gods (2005, 7")
- 7/4 (Shoreline) b/w Stars and Spit (2006, 7")
- 7/4 (Shoreline) b/w Stars and Spit and Death Cock (2006, CDS) (UK #94)
- Fire Eye’d Boy b/w Canada vs. America (Exhaust Pipe Remix) (2006, 7") (UK #192)
- Broken Social Scene: 2006/08/06 Lollapalooza, Chicago, IL (2006, EP iTunes exclusive)
- Forced to Love/All to All (2010, Double A-Side)
- Lo-Fi For The Dividing Nights (2010)

### Фильмография
- Lie with Me (2005)
- Half Nelson (2006)
- Snow Cake (2006)
- The Tracey Fragments (2007)
- The Invisible (2007)

### Саундтреки
- Queer As Folk (season 3 episode 8) (2003) — «Lover’s Spit»
- The Time Traveler’s Wife (2009) — «Love Will Tear Us Apart»
- Wicker Park (2004) — «Lover’s Spit»
- Scott Pilgrim vs. the World (2010)